# Barbula subaristata
Barbula subaristata là một loài rêu trong họ Pottiaceae. Loài này được Bruch & Schimp. ex Müll. Hal. mô tả khoa học đầu tiên năm 1849.